# Rakouské euromince

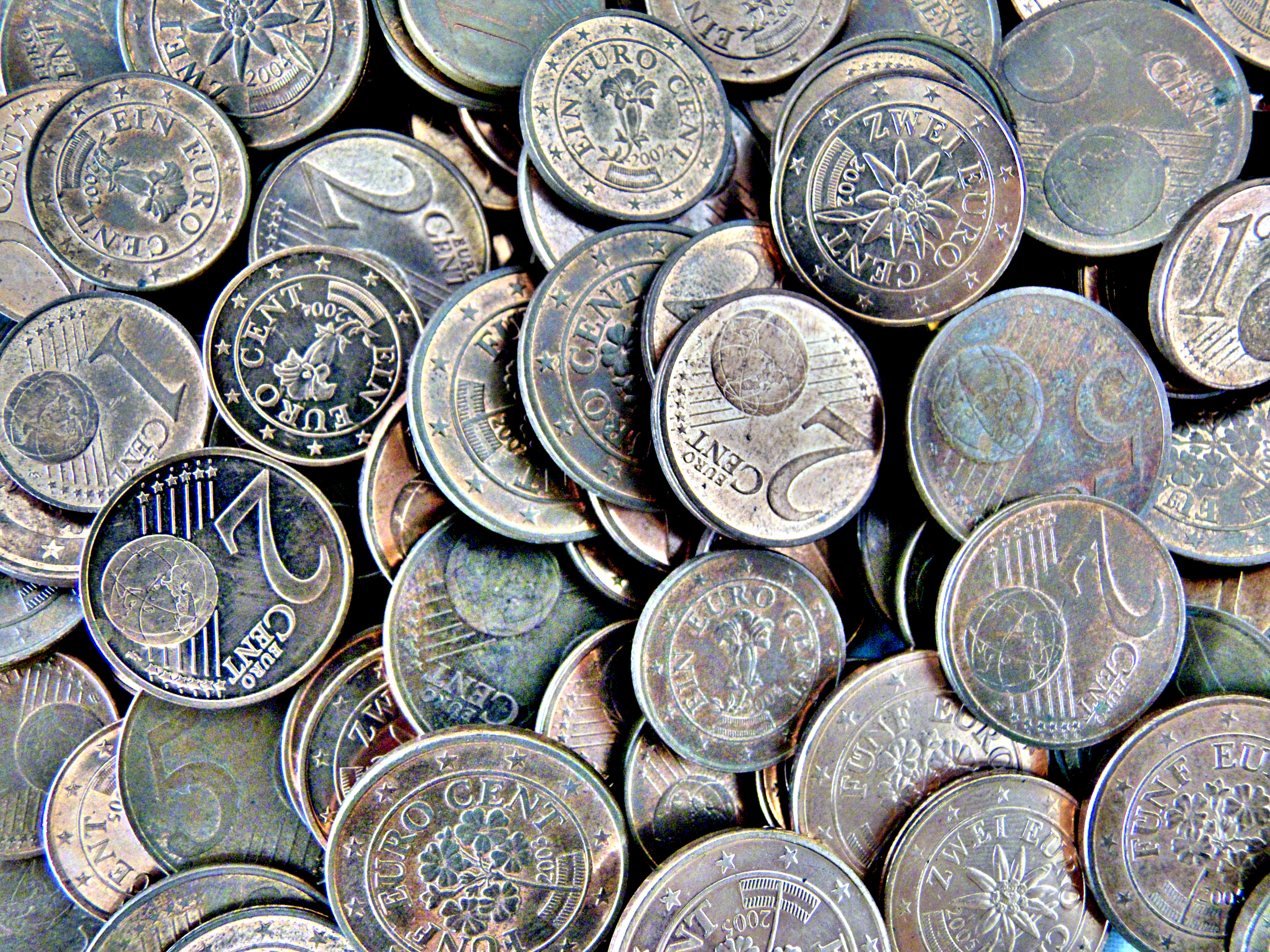
rakouské mince eurocentů

Rakouské euromince jsou v oběhu od 1. ledna 2002. Rakousko je členem Evropské unie od roku 1995 a také členem Evropské měnové unie.
Mince každé nominální hodnoty mají rozdílné motivy a zároveň má každá ze tří skupin mincí svoje vlastní téma. Mince s hodnotou 1, 2 a 5 centů zobrazují rakouské květiny, na mincích 10, 20 a 50 centů jsou příklady architektury z Vídně a na mincích 1 a 2 eura jsou zobrazeni známí Rakušané. Všechny motivy mincí byly navrženy Josefem Kaiserem a také obsahují 12 hvězd symbolizujících Evropskou unii, vlajku Rakouska a rok vyražení mince.

## Vzhled rakouských euromincí
- 1 cent – Hořec, květina rakouských Alp
- 2 centy – Protěž alpská
- 5 centů – Prvosenka jarní
- 10 centů – Stephansdom (Dóm svatého Štěpána) ve Vídni
- 20 centů – Vídeňský Belveder
- 50 centů – Pavilon Secese ve Vídni
- 1 euro – hudební skladatel Wolfgang Amadeus Mozart, který se narodil v Salcburku
- 2 eura – rakouská pacifistka a držitelka Nobelovy ceny míru Bertha von Suttner

## Pamětní mince

### Dvoueurové oběžné mince
Následující tabulka zahrnuje 2€ pamětní mice vydané mezi roky 2004 a 2022.
- 2005 – 50. výročí vyhlášení nezávislosti Rakouska
- 2007 – společná série mincí států eurozóny k výročí Římských smluv
- 2009 – společná série mincí států eurozóny – 10 let od zavedení eura jako bezhotovostní měny
- 2012 – společná série mincí států eurozóny – 10 let od zavedení eurobankovek a euromincí
- 2015 – společná série mincí států eurozóny – 30 let vlajky Evropské unie
- 2016 – 200 let od založení Rakouské národní banky
- 2018 – 100 let Rakouské republiky
- 2022 – společná série mincí států eurozóny – 35 let od zahájení programu Erasmus